# Емпедокл (Цілком таємно)
Емпедокл (англ. Empedocles) — 17-й епізод восьмого сезону серіалу «Цілком таємно». Епізод не належить до «міфології серіалу» — це «монстр тижня». Прем'єра в мережі «Фокс» відбулася 22 квітня 2001 року.
У США серія отримала рейтинг Нільсена, рівний 7.3, це означає — в день виходу її подивилися 12.46 мільйона глядачів.

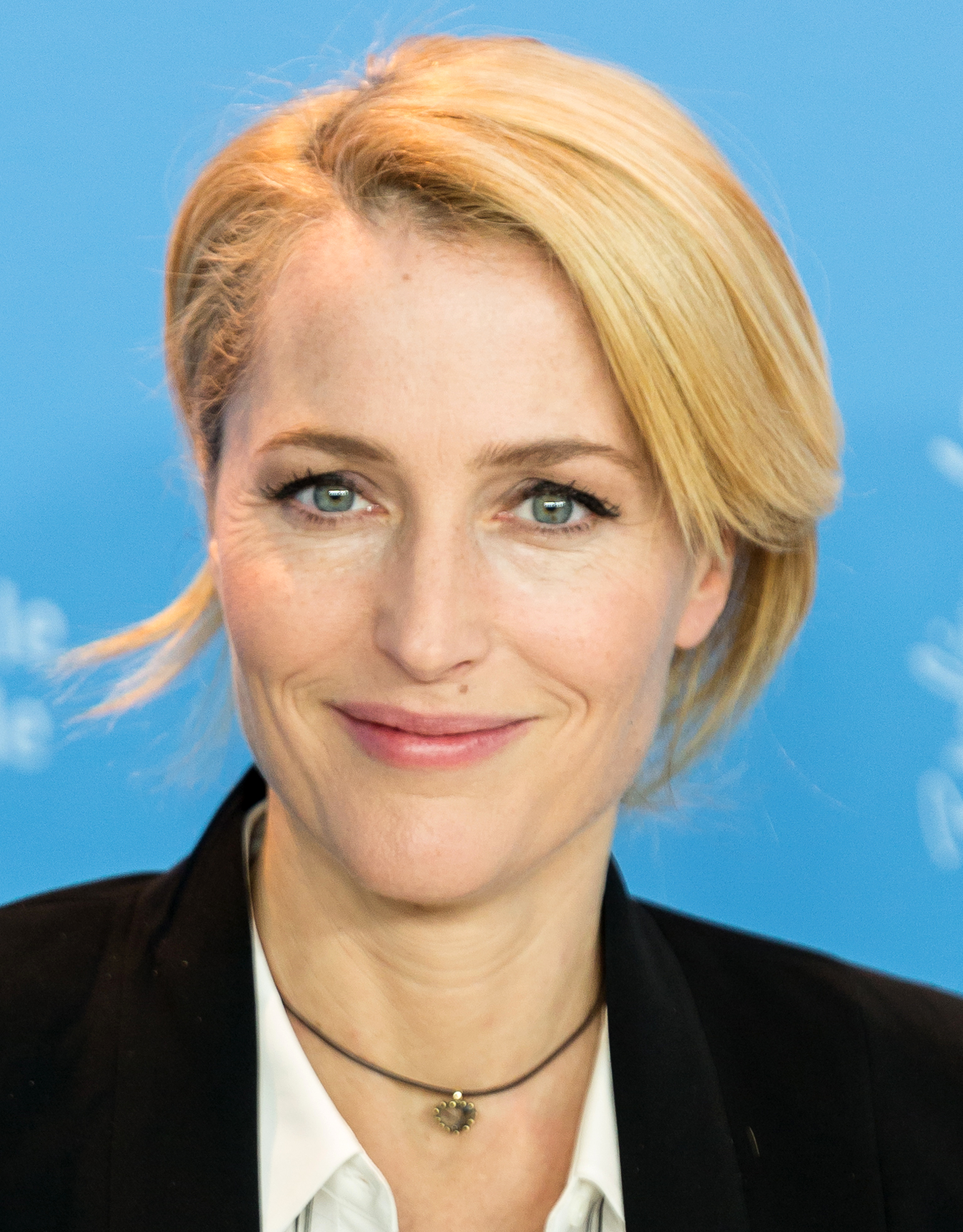

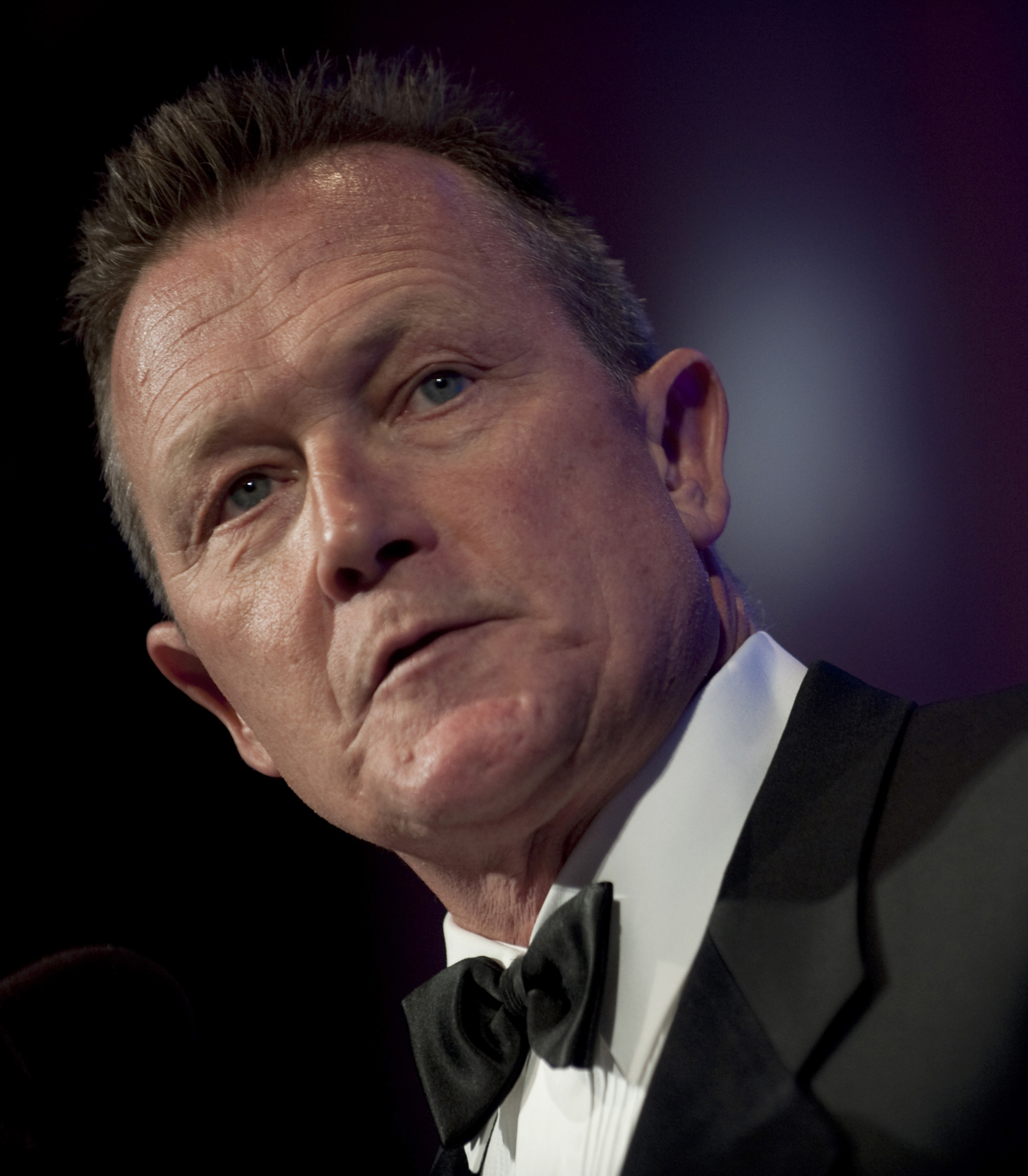

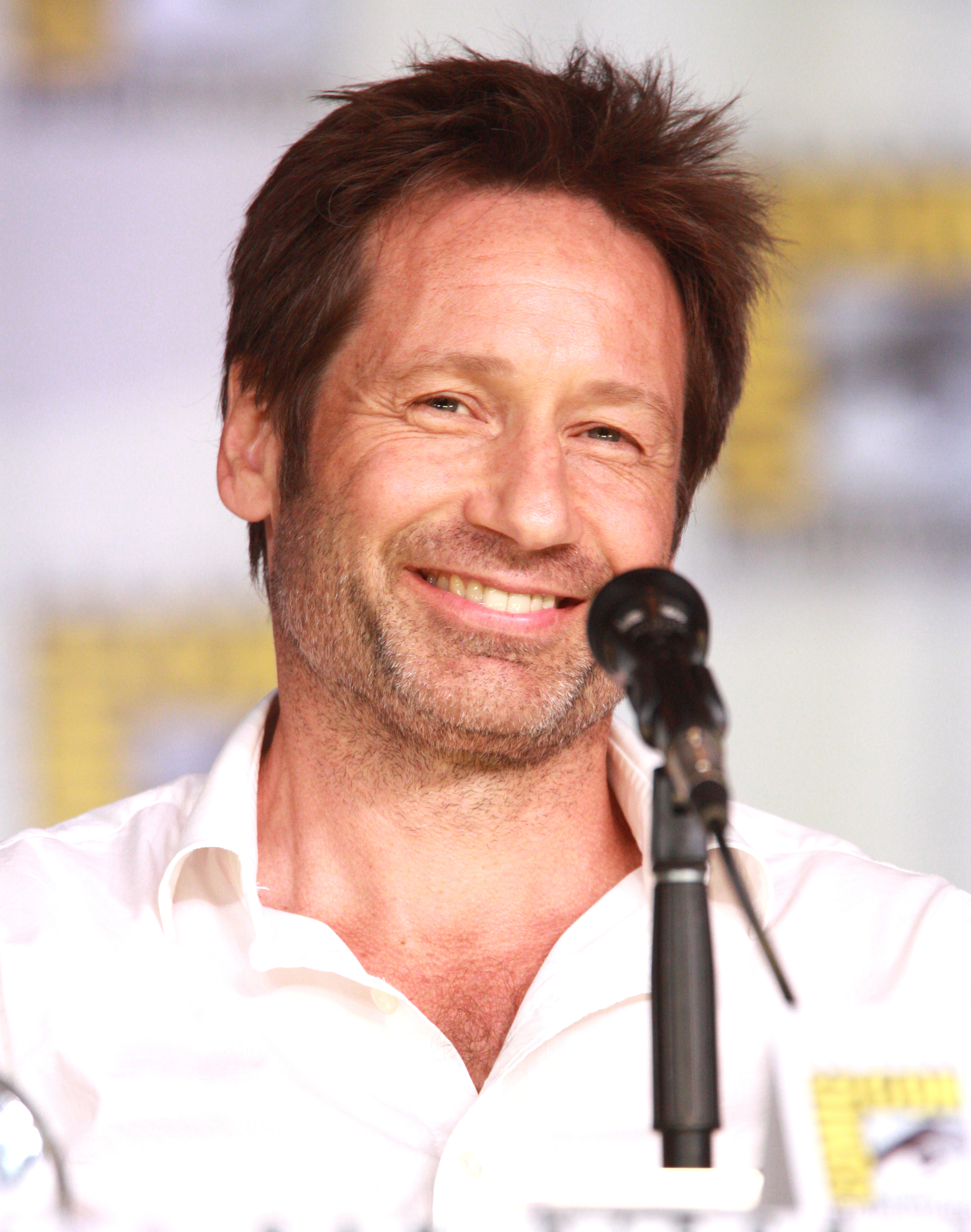

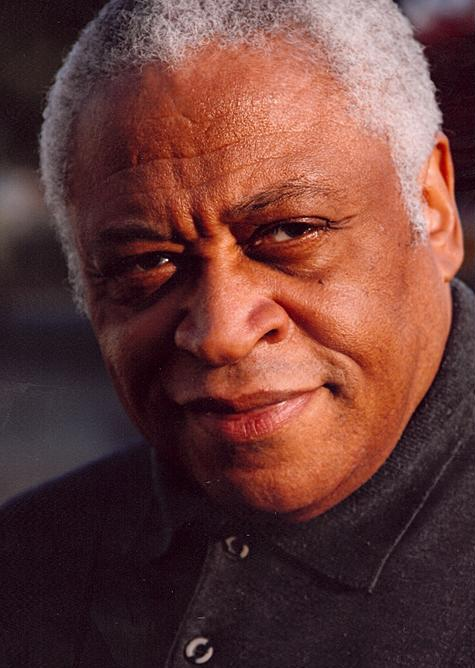

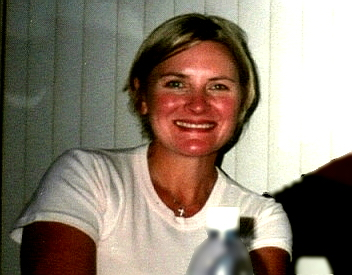

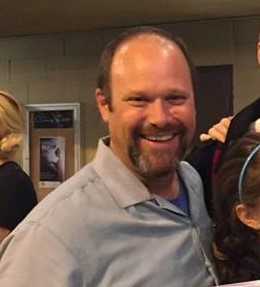

Моніка Рейєс просить Малдера допомогти у розслідуванні вбивства та його зв'язку з нерозкритим вбивством сина Доггетта. Незабаром Малдер та Доггетт сперечаються на цьому ґрунті.

## Зміст
Істина поза межами досяжного
У Новому Орлеані звільнений з роботи службовець Джеб Ларольд Дьюкс. Вийшовши з офісу, Джеб стає свідком автомобільної погоні, яка закінчується аварією із вибухами. Палаюча фігура, яку бачить лише Джеб, виходить з зони аварії і ніби зливається з ним. Джеб, із палаючими очима і тепер одержимий істотою, повертається до свого офісу, щоб убити свого боса та колег.
Моніка Рейєс прибуває на місце злочину і зустрічає детектива NOPD Френка Поттера, який викликав її, переконавшись, що вбивства пов'язані з сатанізмом. Рейєс відповідає детективу, що це не було поклоніння дияволу (диски Меріліна Мемсона), і що вбивця, ймовірно, був у стресі. Йдучи, вона стає свідком того, що одне з тіл на очах перетворюється на обгорілий труп, але все повертається до нормального стану.
Фокс Малдер відвідує Дейну і робить їй маленький подарунок. Коли приїздить розвізник піци, у Днйги починаються болі. Малдер відвозить вагітну Дейну до лікарні, коли вона мучиться від болю. В коридорі біля палати Дейни відбувається цікава сутичка Малдера і Доггетта. Рейєс телефонує Фоксу, щоб запитати про справу, але Малдер поступається повноваженнями Джону Доггетту, який формально веде «Секретні матеріали». Однак Рейєс каже, що не може зателефонувати Доггетту, оскільки мова йде саме про нього. Тим часом Джеб перебуває в номері готелю у Лейвонії (Джорджія), намагаючись вистрілити собі в голову. Раптом пістолет розігрівається і опікає руку. Він помічає, що з його обличчям щось не так; Джеб дере своє обличчя нігтями, здираючи шкіру, під якою палаюче вугілля.
Малдер і Рейєс зустрічаються в кімнаті записів штаб-квартири ФБР, де вона розголошує, що була однією із агентів, викликаних для розслідування вбивства сина Доггетта Люка роки тому. Вони так і не знайшли вбивцю, та коли виявили тіло Люка Джона, Рейєс й Доггетт побачили, як воно миттєво перетворилося на попіл. А Доггетт витратив останні кілька років, переконуючи себе, що він не бачив цього. Рейєс вважає, що це була психічна розгадка, і тепер на іншрму місці злочину вона бачила феномен знову.
Доггетт відвідує Скаллі — в палаті йому являється видіння пошуків його сина. Серйозна медсестра витурює його з палати. Незабаром Доггетт нападає на Малдера за те, що той розслідував справу його сина, але Рейєс пояснює, чому вони це роблять. Вона розкриває, що Боб Гарві, підозрюваний у вбивстві Люка, загинув в автокатастрофі у Новому Орлеані. Рейєс підкреслює важливість її видіння, але Доггетт відкидає його.
Моніка відвідує сестру Джеба, Кату, і дізнається, що він не знав Боба Гарві. Поки Рейєс там, Ката отримує дзвінок від Джеба із Спартанбурга, але каже йому зателефонувати пізніше. Коли Джеб виходить із телефонної будки, він вбиває жінку-водія; у склі автомобіля за своєю спиною він бачить полум'яну заграву. Тим часом Доггетт у палатІ Дейни і розпитує про її відношення до паранормальних явищ. Лікарі у Скаллі встановили відшарування плаценти. Дейна каже, що зрозуміла — вона боялася боїться повірити. Пізніше Скаллі каже Малдеру продовжувати намагатися допомогти Доггетту.
Коли Доггетт наближається до тіла останньої жертви Джеба в Спартанбурзі, у нього з'являються спогади про те, як він знайшов тіло Люка. Доггетт намагається відійти, але Рейєс відмовляється відмовлятися від цього, нарешті розкриваючи свою теорію: вона вважає, що вбивство хлопчика було частиною «вісі зла», взаємопов'язаної серії жахливих подій. Тим часом Ката повертається додому з дочкою і знаходить там Джеба. Він наполягає, що вбивство вчинив не він, і благає сестру про допомогу. Джеб із кров'ю на обличчі обнімає племінницю. Моніка відвідує Джона в робочому кабінеті і благає його перестати боятися того, що він побачив. Ката телефонує агентам і намагається розлучити свою дочку з Джебом, але він розуміє, що планує сестра, і використовує племінницю як заручника. Перш ніж Джеб встиг застрелити Доггетта, Рейєс нейтралізує пострілом у горло.
Джеба доставляють в реанімацію; Рейєс відраджує Джона сидіти біля його ліжка усю ніч. Доггетт нарешті приймає спогад про своє бачення — як тіло його хлопчика на мить перетворилося у вуглинки. Малдер розповідає Джону, що коли він займався розслідуванням насильницьких злочинів і бачив жахливі речі, які робили люди, то почав думати про зло як про хворобу, яка заражає людей — від однієї до іншої, з покоління в покоління. Деяким не вистачає імунітету до цієї хвороби зла — через якусь трагедію в їхньому житті. Джеб помирає, поки Рейєс і Ката знаходяться в палаті. Після того, як лікарі пішли, очі Кати світяться, як у Джеба. Вона б'є Рейєс по голові кисневим балоном і забирає її пістолет. Перш ніж вона встигла вбити Рейєс за вбивство свого брата, з'являється Доггетт і кидає її на землю.
Малдер сприємнює вечер Скаллі, яку виписали з лікарні. Дейна дякує Фоксу за подарунок — він навчив її вірити.
Доггет дивиться на Кату, яка, як під наркозом, лежить на лікарняному ліжку.
Це ніколи не закінчується

## Зйомки
Епізод був написаний Грегом Волкером, а режисував Баррі К. Томас, що стало його режисерським дебютом. Назва епізоду відсилає до знаменитого грецького досократичного філософа Емпедокла. Філософ вважав, що з чотирьох стихій — землі, вітру, вогню та води — вогонь є найвищим. Тому Емпедокл часто асоціюється з вогнем. Згідно з легендою, записаною Діогеном Лаертським, щоб піднятися до божества, Емпедокл кинувся у вулкан на горі Етна.
В епізоді відбулося повернення спеціального агента Моніки Рейєс, яка була вперше представлена у серії «Цього не може бути». Хоча згодом Рейєс стане партнеркою Доггетта, серіал намагався відрізнити відносини Доггетта/Рейєс від відносин Малдера/Скаллі. Пізніше Роберт Патрік зазначив: «Ми не збираємося дублювати (відносини Малдера і Скаллі), ми не збираємося відновлювати магічну хімію». Однак згодом зазначив, «що у нас з Джилліан була власна хімія — унікальна сама по собі, а також з додаванням Аннабет. Ця хімія була іншою».
Для створення ефекту «Лавове обличчя» обличчя актора Джея Андервуда пофарбували в зелений колір. Потім на шкіру накладали маску з попередньо вирізаними прорізами. По тому Андервуд відсторонив маску зі свого обличчя, лишивши смуги зеленого кольору. Потім сцену було вирізано, а на обличчя Андервуда за допомогою технології зеленого екрану нанесли різні ефекти вогню. Для того, щоб з'явилися «тріщини», була створена цифрова технологія, яка «згладжувала» шкіру, а потім повільно відкривали попередньо вирізані щілини. Пізніше продюсер Пол Рабвін пожартував, що Андервуд «мав вогонь для мозку».

## Показ і відгуки
«Емпедокл» у США вперше вийшов на телеканалі «Fox» 22 квітня 2001 року. Епізод отримав рейтинг Нільсена 7,3, що означає — його побачили 7,3 % домогосподарств країни. Серію переглянули 7,46 мільйона домогосподарств і понад 12,46 мільйона глядачів. Згодом він був показаний у Великій Британії на «BBC Two» 28 липня 2002 року
Критичний прийом епізоду був переважно неоднозначним. Роберт Ширман і Ларс Пірсон у книзі «Хочемо вірити: критичний путівник з Цілком таємно, Мілленіуму і Самотніх стрільців» оцінили епізод в 3.5 зірки з п'яти. Оглядачі відзначили, що «Цілком таємно сам по собі є цікавою концепцією, але залишається до роздратування невизначеною». Ширман і Пірсон, однак, позитивно написали, що епізод — це «дослідження персонажів, яке надає нові провідні підґрунтя і глибини, а ще краще, щось нове для розвитку». Оглядачка «The A.V. Club» Вандерверф присудила епізоду оцінку «C+» і написала, що «в „Емпедоклі“ є багато речей, які сподобаються». Хоча їй подобалося, «як в епізоді представлені всі чотири агенти ФБР», вона критично оцінила як сюжет, так і динаміку стосунків Малдера і Скаллі, зауваживши, що це не вдалось задіяти.
Пола Вітаріс з «Cinefantastique» надала епізоду негативний відгук і відзначила його 1.5 зірки з чотирьох. Вона розкритикувала декілька сюжетних моментів в епізоді, зокрема — як детектив «великого міста» Нового Орлеана міг помилково прийняти компакт-диски Меріліна Менсона за ознаки відвертих сатанинських образів. Вітаріс також розкритикувала «сторонню» поведінку Скаллі та «підковану» характеристику Рейєс. Том Кессеніч у книзі «Експертизи» написав переважно негативну рецензію на епізод. Він розкритикував невелику роль Малдера і Скаллі в епізоді, зазначивши, що вони були «зведені до простих приміток». Крім того, Кессеніч вважав, що, намагаючись "підготуватися до майбутнього лише Доггетта і Рейєс та зв'язатися з минулим Малдера і Скаллі, цей епізод зрештою «нагадував нам, як Доггетт і Рейєс бліднуть у порівнянні з магією Малдера і Скаллі».
Не всі відгуки були негативними. Оглядачка «Телебачення без жалю» Джессіка Морган оцінила епізод на «B−». Сара Стегалл в огляді «SFScope» присудила епізоду 5 зірок з п'яти і відзначила, що «Епізод зробив дива для Фокса Малдера». Стегалл зробила висновок, що цей епізод «є одним із найкращих серій нової ери серіалу. Малдер і Скаллі отримують останній шанс нагадати нам, чому ми будемо скучати за ними, а Доггетт і Рейєс отримують шанс заробити нагороди. Якщо це сезон, коли факел догоряє, добре бачити, що в ньому є останній спалах».

## Знімалися
| Актор                    | Роль            |
| ------------------------ | --------------- |
| Джилліан Андерсон        | Дейна Скаллі    |
| Девід Духовни            | Фокс Малдер     |
| Роберт Патрік            | Джон Доггетт    |
| Аннабет Гіш              | Моніка Рейєс    |
| Джей Андервуд            | Джеб Дюкс       |
| Венді Газель             | Ката Дюкс       |
| Деніз Кросбі             | Мері Спейк      |
| Рон Канада               | Франклін Поттер |
| Шеріл Френсіс Геррінгтон | медсестра       |
| Кейтлін Фейн             | Міа Дюкс        |
| Дженніфер Геммон         | медсестра       |